# Joe Conley
Joe Conley (* 3. März 1928 in Buffalo, New York als Joseph H. Conley Jr.; † 7. Juli 2013 in Newbury Park, Kalifornien) war ein US-amerikanischer Schauspieler.

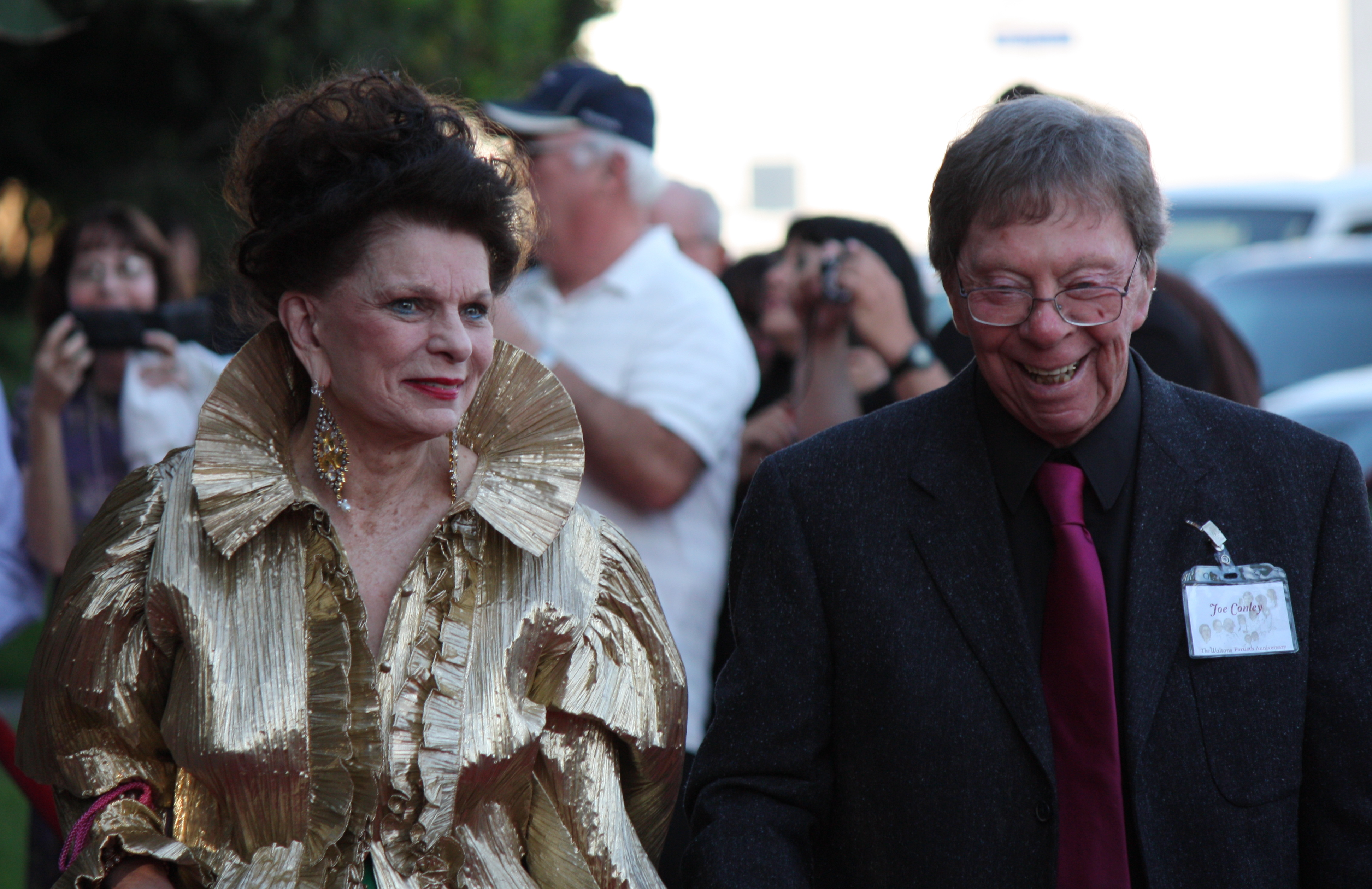
Ronnie Claire Edwards und Joe Conley beim 40-jährigen Jubiläum von Die Waltons (2012)

## Leben
Joe Conley wurde in Buffalo, New York, geboren. Er begann mit der Schauspielerei, nachdem er vom Militärdienst in Korea zurückgekehrt war, und leitete Anfang der 1970er Jahre drei Immobilienagenturen im San Fernando Valley von Los Angeles, nachdem er diese zweite Karriere 1961 begonnen hatte. Während er schauspielerte, arbeitete er weiter im Immobiliengeschäft und wurde dadurch wohlhabend.
Erste Auftritte als Schauspieler absolvierte Conley Mitte der 1950er-Jahre in verschiedenen Fernsehserien. In den frühen 1970er Jahren war seine Karriere als Schauspieler in der Schwebe. Nach zwanzig Jahren mit kleinen Rollen, vor allem in Fernsehserien, erhielt er die Rolle des Ladenbesitzers Ike Godsey in der Serie Die Waltons. Conley war an der Seite von Ronnie Claire Edwards zu sehen, die seine herrische Frau Corabeth Walton Godsey darstellte. 
Zuvor war er in Serien wie Mr. Ed und Rauchende Colts und später in dem Film Cast Away – Verschollen zu sehen. Zuletzt spielte er 2002 in dem Thriller Mörderische Schwestern eine kleine Rolle. Im Jahr 2009 veröffentlichte Conley seine Autobiografie Ike Godsey of Walton’s Mountain.
Conley war mit Jacqueline Stakes verheiratet, von der er sich scheiden ließ und mit der er zwei Kinder hatte. Im Jahr 1969 heiratete er Louise Teecher, mit der er zwei Kinder hatte. Er starb am 7. Juli 2013 im Alter von 85 Jahren in einer Pflegeeinrichtung in Newbury Park, Kalifornien, an den Folgen einer Demenzerkrankung und hinterlässt seine Frau, drei Töchter und einen Sohn.

## Filmografie
- 1950: Aufruhr in Santa Sierra (The Sound Of Fury)
- 1957: Lassie
- 1958: Alfred Hitchcock präsentiert (Alfred Hitchcock Presents)
- 1961–1965: Mr. Ed (Mister Ed)
- 1964: Rauchende Colts (Gunsmoke) als Carl
- 1970: Drei Mädchen und drei Jungen (The Brady Bunch)
- 1972–1981: Die Waltons (The Waltons) als Ike Godsey
- 1983: Knight Rider als Manager
- 2000: Cast Away – Verschollen (Cast Away) als Joe Wally
- 2002: Mörderische Schwestern (Blind Obsession)Sprecher der Tagesthemen von 1996 > 2006